# Marlborough-Thomas
Marlborough-Thomas war eine britische Automobilmarke, die von der T. B. Andre & Co. Ltd. in London 1923–1924 gefertigt wurde. Die Firma, die 1906–1926 auch den Marlborough, eine abgewandelte französische Automobilmarke, herstellte, fertigte nur ein Modell des Marlborough-Thomas, das von J. G. Parry-Thomas, britischer Rennfahrer und Konstrukteur des Leyland Eight, entworfen wurde.
Es entstanden zwar nur wenige Exemplare des Sportwagens Marlborough-Thomas Sports, aber die wurden insbesondere durch ihren Einsatz in Wettbewerben bekannt. Der Roadster besaß einen 1,5 l – Vierzylinder-Reihenmotor mit zwei obenliegenden Nockenwellen. Sein Radstand betrug 2743 mm.

## Modelle
| Modell | Bauzeitraum | Zylinder | Hubraum  | Radstand |
| ------ | ----------- | -------- | -------- | -------- |
| Sports | 1923–1924   | 4 Reihe  | 1493 cm³ | 2743 mm  |

## Quelle
David Culshaw, Peter Horrobin: The Complete Catalogue of British Cars 1895–1975. Veloce Publishing plc., Dorchester 1999, ISBN 1-874105-93-6.